# Вера Бердовић
Вера Бердовић (Дубровник, 7. фебруар 1941 — 30. јануар 2025) била је српска оперска певачица.

## Биографија
Вера Бердовић рођена је у Дубровнику 1941. године. У Музичкој школи „Станковић“ у Београду учила је соло певање и наставила школовање на београдској Музичкој академији, где је дипломирала 1968, а 1972. године магистрирала. Усавршавала се на конзерваторијуму „Ђузепе Верди“ у Милану (1970) као стипендиста италијанске владе. Владимир Бердовић, стриц Вере Бердовић, био је композитор и музички критичар.

## Каријера
Каријеру је започела паралелно са студијама - наступала је за Музичку омладину Србије и као члан камерног оркестра "Pro Musica" где је више од 40 пута одиграла главну улогу у Перголезијевој опери Служавка господарица. Након студија, постала је члан Српског народног позоришта у Новом Саду (1970), где је на сцени Опере  носила лирско-сопрански репертоар и остварила низ запажених креација. 
Остварила је велики број оперских улога: Виолета (Травијата), Ђилда (Риголето), Маргарета (Фауст), Мими (Боеми), Мелинда (Банк Бан), Микаела (Кармен), Лучија (Лучија од Ламермура), Леонора (Доктор и апотекар), Сузана (Фигарова женидба), Леонора (Трубадур). Снимала је за радио и телевизију и наступала као концертна певачица. 